# Claudia Daiber
Claudia Daiber (auch Claudia Daiber-Amann) (* 1955) ist eine deutsche Sachbuchautorin. Sie ist seit 1991 als Autorin, freiberufliche Redakteurin und Lehrerin tätig.

## Werke (Auswahl)
als Autor
- 1995: Für Advent basteln, GU, 2. Auflage, ISBN 978-3774217577
- 2000: Feines im Glas: Einmachen, Augustus Verlag, ISBN 978-3804360396
- 2001: Das China Kochbuch. Die besten Originalrezepte aus den Provinzen Chinas, Gräfe und Unzer Verlag, ISBN 978-3774255371
- 2002: Waffeln: Die besten Rezepte, Weltbild, ISBN 978-3896047748
- 2002: Einmachen. Süßes und Pikantes aus dem Glas, Augustus Verlag, ISBN 978-3804361331
- 2011: Liköre: Aromatisch – süß – verführerisch, mit Manfred Hailer, Eugen Ulmer Verlag, ISBN 978-3800175581
- 2011: Grillen und draußen essen, Dort Hagenhausen Verlag, ISBN 978-3981310474

als Herausgeber
- 1992: Das FensterBilderBuch. 120 Motive mit Vorlagen in Originalgröße, Christophorus-Verlag, ISBN 978-3419528013
- 1999: Das FensterbilderBuch. 120 Motive mit Vorlagen in Originalgröße, Gondrom Verlag GmbH, ISBN 978-3811215306

als Übersetzer
- 1997: Quilten. Geschichte, praktische Tips, Stile und Designs, Ars Edition, ISBN 978-3760730622

| Personendaten    | Personendaten            |
| ---------------- | ------------------------ |
| NAME             | Daiber, Claudia          |
| ALTERNATIVNAMEN  | Daiber-Amann, Claudia    |
| KURZBESCHREIBUNG | deutsche Sachbuchautorin |
| GEBURTSDATUM     | 1955                     |